# Ex-Arm
Ex-Arm (jap. EX-ARMエクスアーム) ist eine Manga-Serie von HiRock und Shinya Komi, die seit 2015 in Japan erscheint. Zu der Science-Fiction-Serie erschien auch ein Roman. Eine Adaption als Anime erschien am 11. Januar 2021.

## Inhalt
Der Oberschüler Akira Natsume hat ein besonderes Gespür für Technik: Er fühlt, wo an einem Gerät etwas kaputt ist, doch wird ihm bei der Berührung oft schwindelig. So meidet er Technik und ist ein Außenseiter in seiner Klasse. Doch eines Tages, als er einem Mädchen in Not zu Hilfe kommen will, wird er von einem Lkw überfahren – und wacht 16 Jahre später wieder auf. Seinen gesamten Körper hat er verloren und ist nun Teil einer neuartigen Waffe, dem Ex-Arm 00. Dieser wurde von der Polizistin Minami Uezono und ihrer Androiden-Begleiterin Alma beschlagnahmt. Um sich gegen die Kriminellen zu wehren, bleibt ihnen nichts übrig als Ex-Arm 00 zu aktivieren. Doch Akira, dessen Gehirn mit dem neuen Körper nichts anzufangen weiß, kann ihnen nicht helfen. Erst als er den Umgang mit seinen neuen Fähigkeiten lernt, kann er die beiden retten.

## Veröffentlichung
Der Manga erschien zunächst ab Februar 2015 im Magazin Grand Jump. Dessen Verlag Shūeisha verschob die Serie im Dezember 2017 ins Online-Magazin Shōnen Jump+, wo sie bis 2019 erschien. Die Kapitel wurden auch gesammelt in 14 Bänden herausgebracht.
Am 19. Dezember 2018 erschien eine Umsetzung der Geschichte als Roman, geschrieben von Atarō Kumo. Eine deutsche Übersetzung des Mangas erschien von Mai 2019 bis Juli 2021 bei Manga Cult.

### Synchronisation
| Rollenname      | Japanischer Sprecher (Seiyū) |
| --------------- | ---------------------------- |
| Akira Natsume   | Soma Saito                   |
| Arma/Alma       | Akari Kitō                   |
| Minami Uezono   | Mikako Komatsu               |
| Kiba            | Daisuke Namikawa             |
| Yggdrasil       | Miyu Tomita                  |
| Kaori Munataka  | Satomi Arai                  |
| Alisa Himegami  | Yui Ishikawa                 |
| Shuichi Natsume | Koji Yusa                    |
| Soma            | Yū Kobayashi                 |
| Kondo           | Shomaru Zoza                 |
| Elmira          | Azumi Waki                   |
| Throughhand     | Takaya Kuroda                |
| Chikage Rokuoin | Sumire Uesaka                |

## Episodenliste
| Nr. (ges.) | Nr. (St.) | Deutscher Titel             | Originaltitel                              | Erstausstrahlung Japan | Deutschsprachige Erstveröffentlichung (D/A/CH) | Erstveröffentlichung im OmdU |
| ---------- | --------- | --------------------------- | ------------------------------------------ | ---------------------- | ---------------------------------------------- | ---------------------------- |
| 1          | 1         | Verbotene Waffe             | 禁断の兵器 Kindan no Heiki                 | 11. Jan. 2021          | —                                              | 10. Jan. 2021                |
| 2          | 2         | Tag des jüngsten Gerichtes  | 審判の日 Shinpan no Hi                     | 18. Jan. 2021          | —                                              | 15. Apr. 2016                |
| 3          | 3         | Mörderischer Engel          | 殺戮の天使 Satsuriku no Tenshi             | 25. Jan. 2021          | —                                              | 24. Jan. 2021                |
| 4          | 4         | Der Ermutigte               | 勇気 継ぐ者 Yūki Tsugu Mono                | 1. Feb. 2021           | —                                              | 31. Jan. 2021                |
| 5          | 5         | Tagtraum mit Herzpochen!    | ときめきデイドリーム！ Tokimeki Deidorīmu! | 8. Feb. 2021           | —                                              | 7. Feb. 2021                 |
| 6          | 6         | Ex-Arm-Auktion              | EX-ARMオークション Ekusu Āmu Ōkushon       | 15. Feb. 2021          | —                                              | 14. Feb. 2021                |
| 7          | 7         | Tanz der Flammen            | 炎の舞踏会 Honō no Butōkai                 | 22. Feb. 2021          | —                                              | 21. Feb. 2021                |
| 8          | 8         | β ~ Beta                    | β 〜ベータ〜 β 〜Bēta〜                    | 1. März 2021           | —                                              | 28. Feb. 2021                |
| 9          | 9         | Messias des Untergangs      | “滅び”の救世主 „Horobi“ no Kyūseishu       | 8. März 2021           | —                                              | 7. März 2021                 |
| 10         | 10        | Das Ursünde-Gen             | 原罪の遺伝子 Genzai no Idenshi             | 15. März 2021          | —                                              | 14. März 2021                |
| 11         | 11        | Das Zeugnis des Menschseins | 人間の証 Ningen no Akashi                  | 22. März 2021          | —                                              | 21. März 2021                |
| 12         | 12        | Ein gewaltiger Schritt      | 偉大な一歩 Idai na Ippo                    | 29. März 2021          | —                                              | 21. März 2021                |